# Walter Ablinger
Walter Ablinger (* 12. Mai 1969 in Schärding) ist ein österreichischer Behindertensportler. Im Radsport wurde er u. a. zweifacher Olympiasieger (2012, 2020), Weltmeister (2013) sowie Europameister (2011), jeweils mit dem Handbike in der Paracycling-Kategorie H3 (H2 bis 2013). Darüber hinaus startet Ablinger im Ski Alpin, im Skilanglauf, im Triathlon, in der Leichtathletik sowie im Schwimmen.

## Biografie
Ablinger erlernte nach der Schule zunächst den Beruf des Zimmerers. Nach seiner Gesellenprüfung im Jahre 1987 diente er von 1988 bis 1996 als Soldat im Bundesheer, vorrangig bei Auslandseinsätzen der UNO in Zypern und Syrien. Anschließend war er wieder als Zimmerer tätig. Am 21. Juni 1999 stürzte er auf einer Baustelle von einem Gerüst, ist seitdem querschnittgelähmt und sitzt seitdem im Rollstuhl. 2001 machte Ablinger eine Umschulung zum Bürokaufmann. Er lebt in Rainbach im Innkreis, ist verheiratet und Vater von drei Töchtern.

## Sportliche Laufbahn
Schon während der Rehabilitation begann Ablinger in der Klinik mit Sport, wobei er hauptsächlich auf dem Handbike aktiv ist. Zehn Jahre nach seinem Arbeitsunfall wurde Ablinger 2009 österreichischer Staatsmeister im Einzelzeitfahren. Weitere Staatsmeistertitel folgten 2010 im Einzelzeitfahren und 2012 im Straßenrennen, 2011 wurde er Europameister und gewann 2012 die Gesamtwertung im Weltcup. 2013 wurde er Weltmeister im Straßenrennen, im Jahr darauf errang er Bronze. Zudem nimmt er an zahlreichen 24-Stunden-Fahrten und Marathons teil.
Bei den Sommer-Paralympics 2012 errang Ablinger zwei Medaillen: eine Goldmedaille im Straßenrennen sowie eine Silbermedaille im Einzelzeitfahren. Bei den  Sommer-Paralympics 2016 holte Ablinger eine Silbermedaille im Einzelzeitfahren, bei den Sommer-Paralympics 2020 gewann er das Einzelzeitfahren sowie eine Bronzemedaille im Straßenrennen.
In den weiteren Sportarten, in denen Ablinger aktiv ist, erreichte er ebenfalls Erfolge, hauptsächlich auf nationaler Ebene.
Ablinger ist aktiver Para-Sportler des Heeressportzentrums des Österreichischen Bundesheers und trainiert im Heeressleistungszentrum Linz.
Im Mai 2024 kündigte er sein Karriereende nach der Weltmeisterschaft im September 2024 in der Schweiz an.

## Auszeichnungen
- 2012: Goldenes Verdienstzeichen des Landes Oberösterreich[4]
- 2013: Goldenes Ehrenzeichen für Verdienste um die Republik Österreich
- 2017: Goldenes Ehrenzeichen des Österreichischen Behindertensportverbandes[5]
- 2021: Ehrenbürger von Rainbach im Innkreis[6]
- 2021: Behindertensportler des Jahres (Österreich)[7]

## Publikationen
- Ich lebe zwei Mal. Verlag für mentale Stärke, Wien 2013, ISBN 320003243X.